# Stopplaats Kostverloren
Stopplaats Kostverloren (telegrafische code: ktv) is een voormalig stopplaats aan de spoorlijn Groningen - Delfzijl, destijds aangelegd door de Staat der Nederlanden. De stopplaats lag ten westen van de stad Groningen, in de huidige wijk Kostverloren, aan de Friesestraatweg en nabij het Reitdiep. De stopplaats lag tussen station Groningen en Groningen Halte. Stopplaats Kostverloren werd geopend op 15 juli 1884 en gesloten in 1924. Bij de stopplaats was een abri aanwezig, die nu in het Nederlands Openluchtmuseum staat..
0,0: Groningen ·
Kostverloren ·
3,9: Groningen Noord ·
Adorp ·
10,9: Sauwerd ·
Wolddijk ·
15,1: Bedum ·
18: Middelstum ·
21,9: Stedum ·
25,9: Loppersum ·
Eenum ·
Oosterwijtwerd ·
Tjamsweer ·
33,6: Appingedam ·
36: Uitwierde ·
36,3: Delfzijl West ·
37,9: Delfzijl
Appingedam · 
Bad Nieuweschans ·
Baflo · 
Bedum · 
Delfzijl · 
-West · 
Eemshaven ·
Grijpskerk · 
Groningen · 
-Europapark ·
-Noord ·
Haren · 
Hoogezand-Sappemeer · 
Kropswolde · 
Loppersum · 
Martenshoek · 
Roodeschool · 
Sauwerd · 
Scheemda · 
Stedum · 
Uithuizen · 
Uithuizermeeden · 
Usquert · 
Veendam · 
Warffum · 
Winschoten · 
Winsum · 
Zuidbroek · 
Zuidhorn
Voormalige stations: zie de lijst van voormalige spoorwegstations in Groningen